# Karuna gamla kyrka
Karuna gamla kyrka är en träkyrka på Fölisön i Helsingfors. Ursprungligen byggdes kyrkan av Karuna gårds ägare Arvid Horn i Sagu, Egentliga Finland mellan åren 1685 och 1686. Kyrkan renoverades 1773-1774 under ledning av byggnadsmästare Anders Wahlberg. År 1912 flyttades kyrkan till sin nuvarande plats på Fölisön i Helsingfors. Kyrkan är den äldsta och kändaste byggnaden på Fölisöns friluftsmuseum. Framför kyrkan ligger museets grundare Axel O. Heikel begravd. Under sommaren är kyrkan en populär bröllopskyrka.